# Лаос на летних Олимпийских играх 2016
Лаос на летних Олимпийских играх 2016 года был представлен 6 спортсменами в 4 видах спорта. Это одна из самых больших делегаций в истории выступления страны на летних Олимпийских играх. Столько же спортсменов выступило на Играх 1992 года в Барселоне, а наибольшее количество участников от Лаоса (20) было в Москве на Играх 1980 года. Знаменосцем сборной Лаоса, как на церемонии открытия Игр, так и на церемонии закрытия стал легкоатлет Анусон Ксайса. По итогам соревнований сборная Лаоса, выступавшая на своих девятых летних Олимпийских играх, вновь осталась без медалей.

## Состав сборной
Велоспорт
1. Арийа Фаунсават

 Дзюдо
1. Ситхисане Сукпхасай

 Лёгкая атлетика
1. Анусон Ксайса
2. Лаэнли Пхуттхавонг

 Плавание
1. Сантисук Интхавонг
2. Сири Будчарерн

## Результаты соревнований

### Велоспорт

#### Шоссейный велоспорт
Мужчины
| Соревнование    | Спортсмены      | Время | Место | Отставание |
| --------------- | --------------- | ----- | ----- | ---------- |
| групповая гонка | Арийа Фаунсават | DNF   | DNF   | DNF        |

### Водные виды спорта

#### Плавание
В следующий раунд на каждой дистанции проходят спортсмены, показавшие лучший результат, независимо от места, занятого в своём заплыве.
Мужчины
| Дистанция                | Спортсмены         | Предварительный раунд | Предварительный раунд | Предварительный раунд | Полуфинал | Полуфинал | Полуфинал | Финал     | Финал |
| Дистанция                | Спортсмены         | Заплыв                | Результат             | Место                 | Заплыв    | Результат | Место     | Результат | Место |
| ------------------------ | ------------------ | --------------------- | --------------------- | --------------------- | --------- | --------- | --------- | --------- | ----- |
| 50 метров вольным стилем | Сантисук Интхавонг |                       |                       |                       |           |           |           |           |       |

Женщины
| Дистанция                | Спортсмены     | Предварительный раунд | Предварительный раунд | Предварительный раунд | Полуфинал | Полуфинал | Полуфинал | Финал     | Финал |
| Дистанция                | Спортсмены     | Заплыв                | Результат             | Место                 | Заплыв    | Результат | Место     | Результат | Место |
| ------------------------ | -------------- | --------------------- | --------------------- | --------------------- | --------- | --------- | --------- | --------- | ----- |
| 50 метров вольным стилем | Сири Будчарерн |                       |                       |                       |           |           |           |           |       |

### Дзюдо
Соревнования по дзюдо проводились по системе с выбыванием. В утешительные раунды попадали спортсмены, проигравшие полуфиналистам турнира. Два спортсмена, одержавших победу в утешительном раунде, в поединке за бронзу сражались с дзюдоистами, проигравшими в полуфинале.
Мужчины
| Категория | Спортсмены          | 1/32 финала              | 1/16 финала          | 1/8 финала           | Четвертьфинал        | Полуфинал            | Финал                | Место |
| Категория | Спортсмены          | Соперник Результат       | Соперник Результат   | Соперник Результат   | Соперник Результат   | Соперник Результат   | Соперник Результат   | Место |
| --------- | ------------------- | ------------------------ | -------------------- | -------------------- | -------------------- | -------------------- | -------------------- | ----- |
| до 60 кг  | Ситхисане Сукпхасай | TPEЦзай Минянь П 000:111 | завершил выступление | завершил выступление | завершил выступление | завершил выступление | завершил выступление | 33    |

### Лёгкая атлетика
Мужчины
Беговые дисциплины
| Дисциплина                    | Спортсмен     | Предварительный раунд | Предварительный раунд | Предварительный раунд | Четвертьфиналы | Четвертьфиналы | Четвертьфиналы | Полуфиналы | Полуфиналы | Полуфиналы | Финал | Финал |
| Дисциплина                    | Спортсмен     | Забег                 | Время                 | Место                 | Забег          | Время          | Место          | Забег      | Время      | Место      | Время | Место |
| ----------------------------- | ------------- | --------------------- | --------------------- | --------------------- | -------------- | -------------- | -------------- | ---------- | ---------- | ---------- | ----- | ----- |
| бег на 110 метров с барьерами | Анусон Ксайса |                       |                       |                       | не проводится  | не проводится  | не проводится  |            |            |            |       |       |

Женщины
 Беговые дисциплины
| Дисциплина        | Спортсмен          | Предварительный раунд | Предварительный раунд | Предварительный раунд | Четвертьфиналы | Четвертьфиналы | Четвертьфиналы | Полуфиналы | Полуфиналы | Полуфиналы | Финал | Финал |
| Дисциплина        | Спортсмен          | Забег                 | Время                 | Место                 | Забег          | Время          | Место          | Забег      | Время      | Место      | Время | Место |
| ----------------- | ------------------ | --------------------- | --------------------- | --------------------- | -------------- | -------------- | -------------- | ---------- | ---------- | ---------- | ----- | ----- |
| бег на 100 метров | Лаэнли Пхуттхавонг |                       |                       |                       |                |                |                |            |            |            |       |       |